# Mengstraße 38

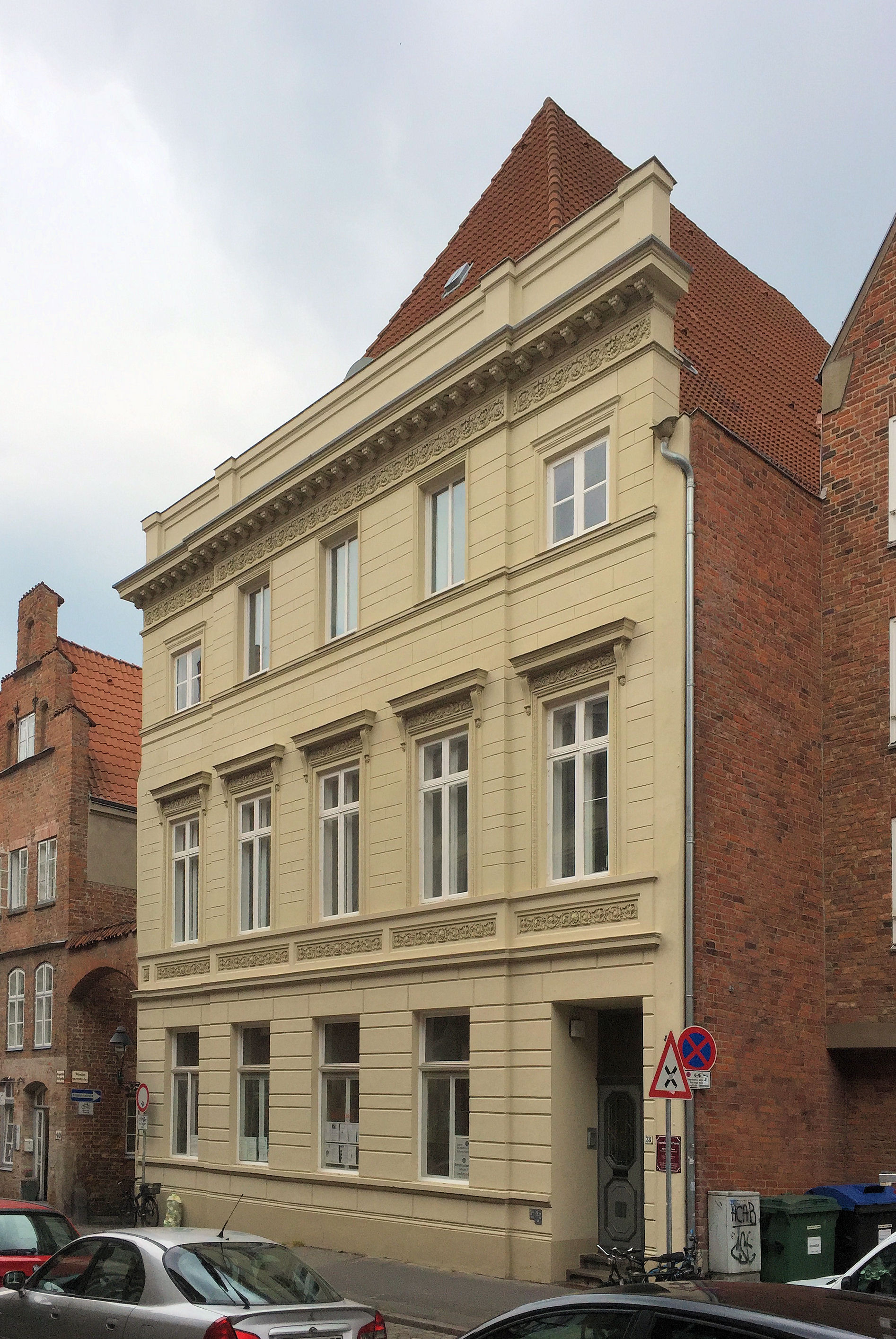
Das Haus Mengstraße 38 (2016)

Das Haus Mengstraße 38 ist ein denkmalgeschütztes Gebäude in der Lübecker Altstadt.

## Beschreibung
Das zweistöckige Wohnhaus weist zur Mengstraße hin eine 1876 errichtete klassizistische Putzfassade mit fünf Fensterachsen auf; die Gestaltung ist nicht vollständig symmetrisch, da die Eingangstür nicht zentral liegt, sondern die äußerste rechte Fensterachse einnimmt.
Das hinter der aus jüngerer Zeit stammenden Fassade befindliche eigentliche Haus ist erheblich älter: Das Dachwerk konnte auf die Jahre 1460/61 datiert werden, der erhaltene ursprüngliche Backstein-Rückgiebel ist in den spätgotischen Formen dieser Zeit gestaltet. Straßenseitig ist das Dach als Walmdach ausgeführt, da der originale Treppengiebel höher war als die im 19. Jahrhundert vorgesetzte Fassade und daher beim Umbau ein neuer Dachabschluss nötig wurde. Über die Blocksquerstraße ist das Haus mit Schwippbögen mit dem gegenüberliegenden Eckhaus verbunden.
Im Inneren des Hauses befinden sich unter anderem die vollständig erhaltene getäfelte Diele aus dem 16. Jahrhundert sowie das sogenannte Harmsche Zimmer mit geschnitzten Wandpaneelen aus dem späten 16. und der Mitte des 17. Jahrhunderts sowie einem Sandstein-Kamin von 1587. Das Zimmer befand sich ursprünglich im Haus Schüsselbuden 24, das bis 1868 Amtshaus der Krämerkompagnie war und 1908 abgebrochen wurde. Konsul Lorenz Ludwig Heinrich Harms hatte das Zimmer 1904 erworben und überführen lassen.

## Geschichte
Die ältesten urkundlichen Nachweise für einen Vorgängerbau stammen von 1287. Im Jahr 1322 ist der Ratsherr Marquard von Coesfeld der Ältere als Eigentümer dokumentiert; er lässt es 1337 durch die Bevollmächtigten Hermann Morneweg und Bernhard Oldenborch, gleichfalls Angehörige des Rates, an den Ratsherrn Hinrich von Alen verkaufen. 1352 veräußern Alens Kinder eine Hälfte des Gebäudes an den Ratsherrn Hermann von Osenbrügge.
Im 15. Jahrhundert besaß und bewohnte der Ratsherr Tidemann Tzerntien das Haus; es ist jedoch nicht eindeutig klar, wer 1460/61 der Eigentümer war, als der im Wesentlichen bis heute bestehende Neubau aufgeführt wurde.
1581 erwarb der Ratsherr Joachim Wibbeking das Haus; bis heute sind die Gerichtsakten eines Prozesses erhalten, in dem er sich gegen einen Neubau auf dem Nachbargrundstück wehrte und der bis vor das Reichskammergericht getragen wurde.
1809 ging das Gebäude in den Besitz der Weinhandlung Lorenz Harms & Söhne über, deren Eigner Lorenz Ludwig Heinrich Harms 1876 die heute vorhandene Fassade errichten ließ.
1967 wurde das Äußere des Gebäudes, insbesondere der gotische Hofgiebel unter Denkmalschutz gestellt; in der Lübecker Denkmalliste wird das Bauwerk unter der Nummer 854 geführt.